# 阮進忠

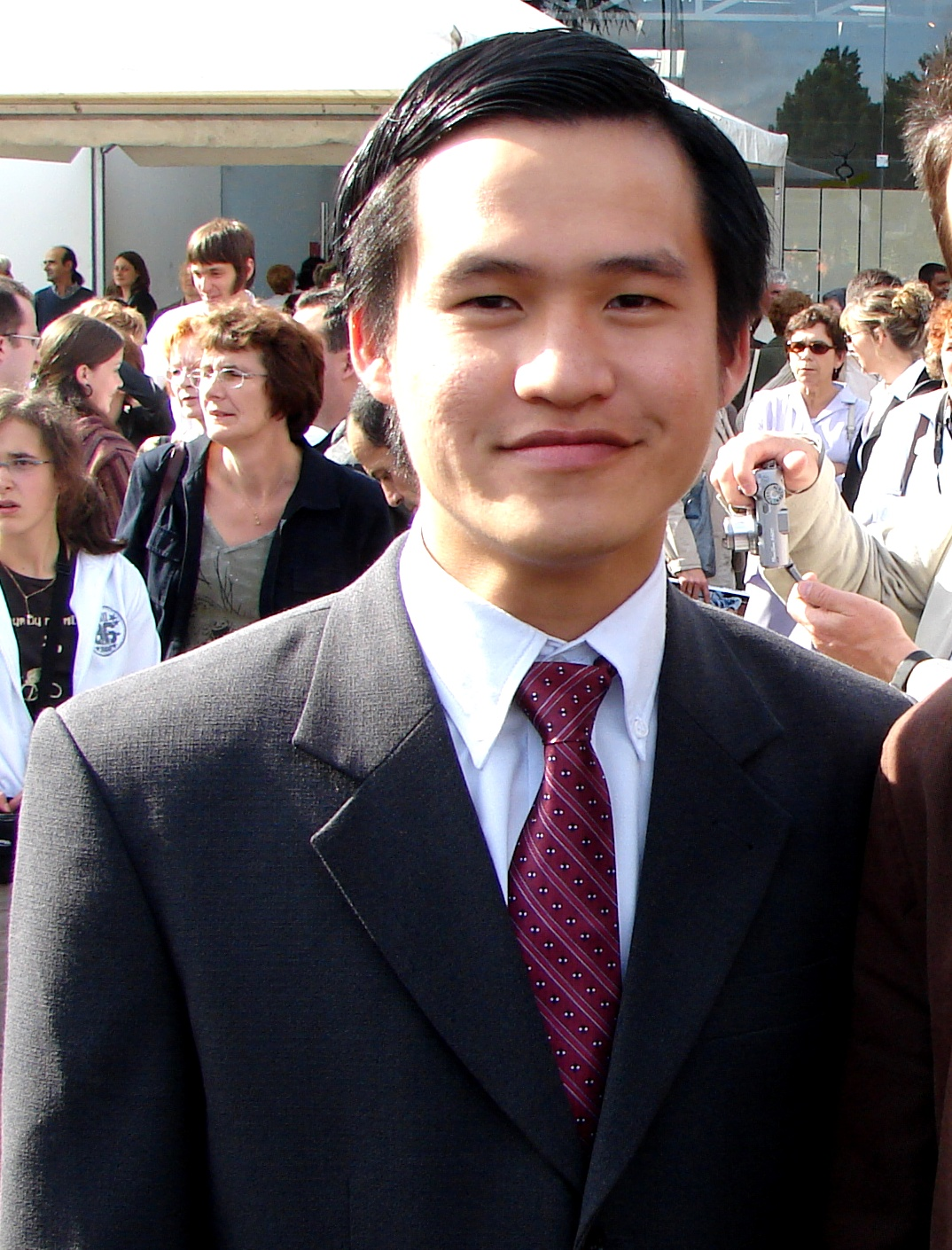
阮進忠

阮進忠（越南语：／；1983年—），出生於越南社會主義共和國太平省興河縣，是一位越南民主活動家。身為越南民主青年大會的創始人以及領導人，他一直是越南直言不諱的持不同政見者之一。2009年7月7日，他被越南公安機關逮捕，罪名是「密謀推翻越南政府」。這項指控在國內和國際上遭到了一些越南分析人士的堅決否認。

## 背景
2002年畢業於胡志明市理工大學，阮進忠於2002年出國赴法國國立應用科學學院學習，並於2007年獲得資訊科技碩士學位，並希望越南實現更大程度的民主。

## 行動主義
2006年2月，鄭重採取了大膽的行動，向越南共產黨第十次代表大會請願，隨後向教育部部長寫了一封題為〈普通學生的建議〉的信，尋求糾正越南政治中意識形態霸道的做法。官方沒有回應。
2006年5月8日，阮進忠正式成立越南民主青年大會，呼籲學生參與推動越南的政治改革。制定的目標包括傳播民主原則、創造交流政治思想的論壇以及組織政治活動，儘管越南社會主義共和國仍然是一黨制國家。
趁著2006年亞太經濟合作會議峰會在河內舉行的契機，越南民主青年大會於2006年中直接向亞太經濟合作會議領導人簽署請願。他本人並前往加拿大尋求加拿大政要的支持，以支持這場運動和民主改革的要求。此外，他會見了美國總統喬治·沃克·布希和歐盟執行委員會成員，爭取他們的支持。
2006年12月25日，阮進忠正式向以黃明正教授和阮士平教授為首的越南民主黨提交申請。他在該組織中晉升並被任命為黨的副書記，負責青年事務。
同時，越南民主青年大會於2007年3月為越南年輕人設立了一個新的廣播頻道，透過部落格進行廣播，每週兩次，每次15至20分鐘。在首次播出時，就有7000名聽眾收聽。
2007年返回越南後不久，阮進忠於2008年3月被徵召入伍。據他的母親說，他拒絕參加陸軍榮譽宣誓，因為他聲稱這背離了胡志明提出的革命精神。他於2009年7月6日被開除軍籍，但第二天就被捕，並被指控違反《刑法》第88條，據稱「密謀推翻越南政府」。
在他被捕之前，另外兩名持不同政見者，律師黎公定和退休陸軍軍官陳英金也被拘留。

## 越南的回應
阮進忠被捕後，越南人成立了支持他的團體，例如「釋放阮進忠與Facebook上有成千上萬的越南人」等1000多人，簽署了一封呼籲他自由的信。

## 國際反應
阮進忠被捕一天後，美國眾議院議員洛麗泰·桑切斯正式抗議越南社會主義共和國政府監禁活動人士的行為。
新南威爾斯大學政治分析家Carl Thayer指出，顛覆指控毫無根據，越南共產黨當局的真正目的是壓制異議人士。
就阮進忠被拘留一事，總部位於巴黎的國際非政府組織無國界記者發布了對此次逮捕的正式譴責，聲稱雖然世界其它地區的注意力集中在伊朗的抗議活動和伊朗的騷亂上，而越南共產黨政府監禁了一些公開反對國家的民主活動人士，儘管他們努力是和平的。這將使越南的民主化進程倒退十年。隨後有報告稱阮進忠被拒絕會見法律顧問。在拘留期間，阮進忠受到強制的身體和心理措施以「認罪」。無國界記者組織發表的公報呼籲國際社會向越南社會主義共和國政府施壓，要求履行其簽署國地位，尊重人權。
7月14日，歐盟透過瑞典、西班牙大使和歐盟委員會正式對阮進忠和陳英金近期被捕事件表示「嚴重關切」。
其他分析人士斷言，逮捕阮進忠等活動人士是越南將其政策與中國目前鎮壓所有抗議活動的鎮壓立場同步的一部分。
8月2日，阮進忠的支持者在巴黎特羅卡德羅廣場公開抗議，試圖引起更多人對他被拘留的關注。出席競選活動的國立應用科學學院前國際關係系主任Philippe Echard教授告訴英國廣播公司，他作為監督國際關係問題的教育家，對越南共產黨政府逮捕阮進忠極為關注。他呼籲立即無條件釋放阮進忠。

## 越南社會主義共和國政府發布的認罪影片
越南民主黨和越南民主青年大會成員之一阮黃蘭在回應阮進忠被捕後在越南國家電視台播出的認罪錄影帶時表示，阮進忠的認罪以及其他被拘留的持不同政見者是在脅迫下被拘留的。越南當局播放這段錄影是為了「證明」阮進忠的共謀行為，並反駁國際社會對其逮捕的批評。
根據越南民主青年大會針對阮進忠和其他民主活動人士的認罪錄影的正式聲明，大會宣佈在調查期間拍攝被告的行為似乎是正式禁止的濫用行為根據法律。大會堅定地表示，在正式判決下達之前，任何人都不應因其罪行而被定罪。大會呼籲越南政府在針對所有被告的法律訴訟中尊重民主程序。越南民主青年大會成員一直支持阮進忠和其他因和平活動而被捕的人；到目前為止，他們的拘留尚未導致指控或審判。大會再次正式呼籲政府以尊重越南憲法和國際公約為由，立即無條件釋放被捕的活動人士。
2014年4月12日，阮進忠被釋放，並在當地監管下返回家中，並在餘下的三年軟禁中度過。